# Johnny Wactor
John William Wactor III, conegut artísticament com Johnny Wactor   (Charleston, 31 d'agost de 1986 - Los Angeles, 25 de maig de 2024) va ser un actor estatunidenc conegut per interpretar Brando Corbin a la sèrie General Hospital i Johnny a la sèrie Siberia de NBC. També va tenir papers a la sèrie Army Wives i les pel·lícules USS Indianapolis: Men of Courage i Supercell. Va ser assassinat al centre de Los Angeles, a l'edat de 37 anys.

## Biografia

### Primers anys
Va néixer el 31 d'agost de 1986 a Charleston, Carolina del Sud. Té dos germans, Lance i Grant. Va créixer a Summerville, Carolina del Sud, Carolina del Sud, on es va graduar a Summerville High School el 2004. Wactor va obtenir una llicenciatura en ciències en administració d'empreses i una llicenciatura en arts en espanyol al College of Charleston. el maig de 2009.

### Carrera
Es va mudar a Los Angeles per treballar com a actor. Va fer el seu debut televisiu amb Army Wives el 2007. Va interpretar Brando Corbin a la sèrie General Hospital del 2020 al 2022. També va interpretar Johnny a la sèrie Siberia i va tenir papers a les pel·lícules Indianapolis: Men of Courage i Supercell. Va obtenir un rol de veu al videojoc Call of Duty: Vanguard (2021).

### Vida personal
Va estar compromès anteriorment amb l'actriu i directora Tessa Farrell, amb qui va sortir des del 2013, però la seva relació va acabar a finals de la dècada del 2010. Segons els informes, va sortir després amb l'actriu Kaitlin Sullivan, que va actuar a Fresh Off The Boat, però la parella es va separar més tard. Treballava com a bàrman al moment de la seva mort.

### Assassinat
Després d'acabar un torn de bàrman, va ser assassinat a la cantonada de West Pico Boulevard i South Hope Street a downtown de Los Angeles el 25 de maig de 2024, quan es va trobar amb tres homes que intentaven robar un convertidor catalític del seu Toyota Prius. L'actor estava acompanyant un company de feina fins al seu automòbil quan va veure els homes i, segons els informes, inicialment va creure que estaven remolcant el seu automòbil. Segons el seu germà, una vegada ell es va adonar del que estava passant, va protegir el seu company de feina amb el seu cos i un dels homes que intentava robar el convertidor el va disparar. Posteriorment, els tres homes van fugir del lloc i Wactor va ser traslladat a un hospital on va ser declarat mort. El funeral de Johnny Wactor es va celebrar a l'església baptista de Summerville a Summerville, Carolina del Sud, el 16 de juny de 2024, tres setmanes després de ser assassinat. El 15 d'agost de 2024, quatre homes van ser arrestats en relació amb l'assassinat de Wactor. Quatre dies després, els fiscals van acusar dos dels homes, associats amb una colla de carrer del Sud de Los Angeles, d'assassinat; els altres dos homes van ser acusats de càrrecs menors.

## Filmografia

### Pel·lícula
| Any  | Títol                            | Personatge     | Director(s)                  | Notes                    |
| ---- | -------------------------------- | -------------- | ---------------------------- | ------------------------ |
| 2010 | The Grass Is Never Greener       | Johnny         | Alex Vivian                  | Curtmetratge             |
| 2010 | Lover's Speed                    | Johnny         | Candace Infuso               | Curtmetratge             |
| 2011 | GoldenBox                        | Tucker         | Matt MacDonald               | Court métrage            |
| 2011 | Snap Judgment                    | Orderly        | Trevor Erickson              |                          |
| 2011 | Roundhay Hall                    | Ethan          | Rob Wood                     | Curtmetratge             |
| 2011 | Synchronicity                    | Kevin          | Monique Thomas               | Curtmetratge             |
| 2012 | The Con-Artist                   | Journalist     | Luis F. Pazos                | Curtmetratge             |
| 2012 | The Proposal                     | Bobby          | Jason Federici               | Curtmetratge             |
| 2012 | Mr. and Mrs. Kill                | Eloped Husband | Doc Vidal, Ryan Kibby        | Curtmetratge, Rol de veu |
| 2014 | Menthol                          | John           | Micah Van Hove               |                          |
| 2014 | Ever                             | John           | Josh Beck                    |                          |
| 2014 | Life, Perfected                  | Howie          | Tyler Seiple                 | Curtmetratge             |
| 2015 | Flyover States                   | Mike           | Alexander Malt               | Curtmetratge             |
| 2015 | A Most Suitable Applicant        | Johnny Baker   | Krystal White                | Curtmetratge             |
| 2016 | The Interrogation                | Troy           | Michael B. Silver            | Curtmetratge             |
| 2016 | USS Indianapolis: Men of Courage | Connor         | Mario Van Peebles            |                          |
| 2017 | F***, Marry, Kill                | Jacob          | Scott Donovan                | Curtmetratge             |
| 2018 | Cold Soldiers                    | Orderly        | Nick Smith                   |                          |
| 2018 | Boy Crazy                        | Troy           | Tessa Farrell                | Curtmetratge             |
| 2019 | Anything for You, Abby           | Tom            | Jamin Bricker                | Curtmetratge             |
| 2020 | The Relic                        | Marcus         | J.M. Logan                   | Curtmetratge             |
| 2022 | Broken Riders                    | Moxin          | Robert Benson                | Curtmetratge             |
| 2023 | Trapper's Edge                   | Billy          | Johnny Hickey, Jimmy Scanlon |                          |
| 2023 | Supercell                        | Martin         | Herbert James Winterstern    |                          |
| 2024 | Dead Talk Tales: Volume 1        | Marcus         | John Vizaniaris              |                          |

### Sèrie de televisió
| Any       | Títol                | Personatge                        | Notes                                      |
| --------- | -------------------- | --------------------------------- | ------------------------------------------ |
| 2007–2009 | Army Wives           | Airman Byers, PFC Kantor, Soldier | 3 episodis                                 |
| 2010–2016 | Hollywood Girl       | Shane Hudson                      | 8 episodis                                 |
| 2013      | Siberia              | Johnny                            | 11 episodis                                |
| 2015      | Agent X              | John's Father                     | Episodi: "Truth, Lies and Consequences"    |
| 2016      | Vantastic            | Beyanna BamBam                    | 3 episodis                                 |
| 2016      | Animal Kingdom       | MP #1                             | Episodi: "Man In"                          |
| 2017      | Training Day         | Greg                              | Episodi: "Code of Honor"                   |
| 2017      | Criminal Minds       | Trey Gordon                       | Episodi: "In the Dark"                     |
| 2017      | Sisters of the Groom | Tim                               | Telefilm                                   |
| 2017      | Struggling Servers   | Actor                             | Episodi: "The Move"                        |
| 2017–2018 | Age Appropriate      | Jake                              | 3 episodis                                 |
| 2018      | Disillusioned        | Jared                             | Telefilm                                   |
| 2019      | NCIS                 | Navy Lietuenant Ross Johnson      | Episodi: "The Last Link"                   |
| 2019      | The OA               | EMT 2                             | Episodi: "Angel of Death"                  |
| 2020      | Westworld            | Gunny Thompson                    | 2 episodis                                 |
| 2020      | The Passenger        | Horace Parker                     | 3 episodis                                 |
| 2020–2022 | General Hospital     | Brando Corbin                     | 164 episodis                               |
| 2023      | Station 19           | Lt. Cooper                        | Episodi: "Even Better Than the Real Thing" |
| 2023      | Barbee Rehab         | Star Trek Ken                     | 7 episodis                                 |

### Videojoc
| Any  | Títol                  | Personatge     | Notes      |
| ---- | ---------------------- | -------------- | ---------- |
| 2021 | Call of Duty: Vanguard | Veu addicional | Rol de veu |